# Земљин омотач
Мантл или омотач језгра је дебела љуска, састављена од густих стена, која окружује спољње течно језгро, а налази се директно испод релативно танке Земљине коре. Протеже се до 2.900 km дубине, што чини око 84% Земљине запремине. Он има масу од 4,01 × 1024 kg и тако чини 67% масе Земље. Претежно је чврст, али у геолошком времену понаша се као вискозна течност, која се понекад описује као конзистенција карамеле. Делимично топљење плашта на средњоокеанским гребенима ствара океанску кору, а делимично топљење плашта у зонама субдукције даје континенталну кору.

## Структура
На основу резултата сеизмолошких истраживања мантл је подељен на више слојева. Ти слојеви су следећи: горњи омотач (33–410 km) (20-254 миља), прелазна зона (410–660 km), доњи омотач (660–2891 km), и на дну последњег налази се тзв. D" слој променљиве дебљине (просечне дебљине ~200 km).
Подручје испод литосфере које се протеже до дубине од око 250 km назива се астеносфера. У том подручју сеизмички таласи путују спорије, па се још назива зона споријих брзина (ЛВЗ – енг. low velocity zone). По неким претпоставкама до успоравања долази јер су стене у астеносфери ближе тачки топљења него оне изнад или испод, а неки геолози сматрају да су стене у астеносфери делимично растопљене. Ако је то тачно, онда је та зона важна из два разлога: то је зона где се ствара магма, и стене у то зони имају релативно малу густину и зато могу лакше плутати, што значи да астеносфера делује као лубрикант за литосферне плоче.

### Минералошка структура
Граница између коре и мантла назива се Мохоровичићев дисконтинуитет, скраћено мохо. Мохо је граница на којој се брзина сеизмичких таласа нагло мења. Дубина на којој се налази мохо варира од 5 km испод океана до 80 km у неким планинским регијама попут Тибета. Део мантла који се налази тачно испод коре састављен је од релативно хладних стена мантла. Овај снажни слој изграђен од коре и горњег мантла назива се литосфера и чија дебљина такође варира, али у просеку се протеже до 100 km дубине.
Горњи плашт је доминантно перидотит, састављен првенствено од променљивих пропорција минерала оливина, клинопироксена, ортопироксена и алуминијске фазе. Алуминијумска фаза је плагиоклас у најгорњем омотачу, затим спинел, а затим гранат испод ~100 km. Постепено кроз горњи омотач, пироксени постају мање стабилни и трансформишу се у мајоритски гранат.
На врху прелазне зоне, оливин пролази кроз изохемијске фазне прелазе у вадслијит и рингвудит. За разлику од номинално анхидрованог оливина, ови полиморфи оливина под високим притиском имају велики капацитет да складиште воду у својој кристалној структури. Ово је довело до хипотезе да прелазна зона може угостити велику количину воде. У подножју прелазне зоне, рингвудит се разлаже на бриџманит (раније назван магнезијум силикат перовскит) и феропериклаз. Гранат такође постаје нестабилан на или мало испод базе прелазне зоне.
Доњи плашт је првенствено састављен од бриџманита и феропериклаза, са мањим количинама калцијум перовскита, калцијум-ферит структурираног оксида и стишовита. У најнижим ~200 km плашта, бриџманит се изохемијски трансформише у постперовскит.

## Карактеристике
Плашт се разликује од коре по својим механичким својствима и хемијским саставом. Заправо, кора је првенствено продукт топљења плашта. Парцијално таљење материјала плашта узрокује појаву да се инкомпатибилни елементи издвоје из стена плашта и заједно с ређим материјалом отплутају до површине, где се хладе и учвршћавају. Типичне стене плашта имају повишену концентрацију жељеза и магнезијума, а мању концентрацију силицијума и алуминијума у односу на кору.
Стене плашта плиће од 400 km већином се састоје од оливина, пироксена, спинела и гарнета; типичне стене су перидотити, дунити, и еклогити. Између 400 и 670 km дубине оливин није стабилан па настају минерали исте композиције, али стабилније структуре при условима високог притиска и температуре. Испод 670 km сви минерали из горњег плашта постају нестабилни. Превладавају минерали структуре перовскита. Те промене у минералошкој структури плашта врло лако се могу уочити променом у брзини сеизмичких таласа. Оне могу утицати на конвекцију плашта, јер резултирају променама у густини и стога се може апсорбовати или отпустити латентна топлота као и смањити или повећати дубина полиморфних фазних прелаза за подручја различитих температура.
Унутрашње језгро је крута, спољашња текућа, а плашт крут/пластичан, зато што агрегатно стање зависи од релативне тачке талишта различитих слојева (језгро се састоји већином од жељеза и никла, а плашт и кора од силиката ), али и од повишења температуре и притиска с повећањем дубине. На површини су легуре жељеза и никла те силикати довољно хладни да би се налазили у крутом стању. У горњем плашту силикати су већином крути, иако постоје мања подручја растопљене материје (тзв. магматске коморе), а како је горњи плашт врућ и под релативном малим притиском, стене тог подручја имају релативно малу вискозност. Насупрот томе, доњи плашт је под високим притисцима и стога има већу вискозност него горњи. Метално спољашње језгро је у течном стању успркос већем притиску него у плашту, јер су за никал и жељезо тачке топљења испод оних за силикате. Унутрашње језгро је у чврстом стању због огромних притисака у средишту Земље.

## Температура
У плашту се температуре крећу од 500 °C до 900 °C на граници с кором до више од 4000 °C на граници с језгром. Упркос томе што су тако велике температуре далеко веће од температура талишта на површини, плашт је готово у потпуности крут. Огромни литостатски притисак у плашту спречава топљење, зато што температура талишта расте с порастом притиска.

## Кретање
Због температурне разлике између Земљине површине и способности спољашњег језгра кристализованих стена да на високим температурама и притиску подлежу спорим, вискозним деформацијама, у плашту постоји циркулирајући механизам конвекције. Врући материјал се издиже, вероватно с границе спољашњег језгра, док хладнији и тежи материјал тоне. За време уздизања материјал се хлади и адијабатски и кондукцијом у хладније делове плашта који га окружују. Температура пада са смањењем притиска (које је повезано с мањом дубином), те се топлота материјала расподељује на већу запремину. Пошто температуре топљења опадају са смањењем притиска, могуће је да се парцијално топљење догађа тачно испод литосфере, што узрокује вулканизам и плутонизам.
Конвекција плашта је хаотичан процес (у смислу динамике флуида) и саставни је део тектонике плоча. Тектоника плоча се никако не би смела мешати са старијим термином померање континената. Кретање литосфере и плашта на којем лежи су повезани, јер је литосфера која тоне доминантна сила за покретање конвекције у плашту. Тектоника плоча је компликована веза између сила које узрокују да океанска кора тоне и кретања унутар плашта.
Због релативно ниске вискозности у горњем плашту, могло би се претпоставити да нема потреса испод дубине од 300 km. Međutim, у зонама субдукције, геотермални градијент може се смањити где хладни површински материјал тоне, што повећава снагу стена плашта и узрокује појављивање потреса на дубинама од 400 km до 600 km.
Притисак на бази плашта износи приближно 136 GPa. Притисак се повећава с повећањем дубине, јер доњи материјал мора да држи тежину материјала изнад себе. Цели плашт се деформише као течност на дугим временским скалама. Претпоставља се да вискозност плашта износи између 1019 и 1024 Pa, зависно од температуре, састава, стања притиска и многим другим факторима. Упркос томе, горњи плашт тече врло споро. Под утицајем снажних сила може постати слабији, што је можда јако важно у формирању граница између литосферних плоча.